# Oleksandr Ivaščenko
Oleksandr Volodymyrovyč Ivaščenko (in ucraino Олександр Володимирович Іващенко?, traslitterazione anglosassone: Oleksandr Volodymyrovych Ivashchenko; Kiev, 19 febbraio 1985) è un ex calciatore ucraino, di ruolo attaccante.

## Carriera

### Club
Ivashchenko è stato un giocatore che ha giocato nel campionato ucraino e ha militato nel Borysfen,  Desna Černihiv e nel Mariupol.

### Nazionale
Nel 2005 ha giocato 2 partite per la Ucraina U-21.

## Statistiche
Statistiche aggiornate al 12 novembre 2023.

### Presenze e reti nei club
| Stagione        | Squadra         | Campionato      | Campionato | Campionato | Coppe nazionali | Coppe nazionali | Coppe nazionali | Coppe continentali | Coppe continentali | Coppe continentali | Altre coppe | Altre coppe | Altre coppe | Totale | Totale | Totale |
| Stagione        | Squadra         | Comp            | Pres       | Reti       | Comp            | Pres            | Reti            | Comp               | Pres               | Reti               | Comp        | Pres        | Reti        | Pres   | Reti   |        |
| --------------- | --------------- | --------------- | ---------- | ---------- | --------------- | --------------- | --------------- | ------------------ | ------------------ | ------------------ | ----------- | ----------- | ----------- | ------ | ------ | ------ |
| 2015-2016       | Desna Černihiv  | PL              | 9          | 0          | CU              | 0               | 0               |                    | -                  | -                  |             | -           | -           | 9      | 0      |        |
| Totale carriera | Totale carriera | Totale carriera | 9          | 0          |                 | 0               | 0               |                    | 0                  | 0                  |             | -           | -           | 0      | 0      |        |

## Palmarès

### Club
- Perša Liha:

Oleksandrija: 2014-2015